# Sun Hongyun
Sun Hongyun (5 de marzo de 1962) es una deportista china que compitió en esgrima, especialista en la modalidad de florete.
Ganó una medalla de bronce en el Campeonato Mundial de Esgrima de 1990, en la prueba por equipos. Participó en los Juegos Olímpicos de Seúl 1988, ocupando el quinto lugar en la prueba por equipos y el séptimo en la individual.

## Palmarés internacional
| Campeonato Mundial | Campeonato Mundial | Campeonato Mundial | Campeonato Mundial  |
| Año                | Lugar              | Medalla            | Prueba              |
| ------------------ | ------------------ | ------------------ | ------------------- |
| 1990               | Lyon (Francia)     | Medalla de bronce  | Florete por equipos |